# Teun A. van Dijk
Teun Adrianus van Dijk (Naaldwijk, Westland, Països Baixos, 7 de maig de 1943) és un investigador en els camps de la lingüística, anàlisi de discurs i Anàlisi de Discurs Crític (CDA). És professor del Departament de Traducció i Ciències del Llenguatge a la Universitat Pompeu Fabra.

## Activitat professional
La seva investigació se centra en l'anàlisi de la reproducció del racisme en el discurs i la relació entre discurs, coneixement i context. Anteriorment va ser catedràtic d'estudis del discurs a la Universitat d'Amsterdam i ha estat professor visitant en diverses universitats d'Europa i l'Amèrica del Sud, com ara la Universidad Católica de Valparaíso a Xile. Van Dijk és fundador i director de diverses revistes especialitzades a escala internacional, com ara Text, Discourse & Society, Discourse Studies i Discourse & Communication. Entre els seus títols publicats recentment, destaquen Racismo y discurso en América Latina (Gedisa, 2007) i en anglès Society and Discourse. How context controls text and talk (Cambridge University Press, 2009).